# Our Earthly Pleasures
Our Earthly Pleasures è il secondo album di studio dei Maxïmo Park, pubblicato il 2 aprile 2007 dall'etichetta Warp Records, preceduto dal singolo "Our Velocity" che fu pubblicato il 19 marzo 2007.
I dettagli dell'album, incluse le tracce, furono pubblicati sul sito di NME il 22 gennaio 2007, e più tardi sul sito ufficiale della band
Il cantante Paul Smith dichiarò che l'album è stato tratto dalle loro emozioni. Il titolo appare nella lirica della Letteratura Russa:
I singoli tratti dall'album sono stati "Our Velocity", "Books from Boxes", "Girls Who Play Guitars" e "Karaoke Plays" .
"The Unshockable" fu inserita nella FIFA 08 Playlist e fu usata per una pubblicità per Johnny Test per Cartoon Network.
Il 30 gennaio 2007 vengono pubblicati i dettagli sull'Our Earthly Pleasures Tour, i cui biglietti per le tappe principali sono andati esauriti in pochi minuti.

## Tracce
1. Girls Who Play Guitars – 3:12
2. Our Velocity – 3:20
3. Books from Boxes – 3:28
4. Russian Literature – 3:07
5. Karaoke Plays – 4:08
6. Your Urge – 3:57
7. The Unshockable – 3:16
8. By the Monument – 2:59
9. Nosebleed – 3:25
10. A Fortnight's Time – 3:01
11. Sandblasted and Set Free – 3:58
12. Parisian Skies – 3:56